# 奧根海崖
83°30′S 157°40′E / 83.500°S 157.667°E
奧根海崖（英語：Augen Bluffs）是南極洲的海崖，位於奧次地的馬爾什冰川西岸，屬於米勒嶺的一部分，處於奧爾峰和艾索萊恩山之間，由俄亥俄州立大學的地質學會命名，現時由南極條約體系管理。